# Ronald Golias
Ronald Golias (São Carlos, 1929. május 4. – São Paulo, 2005. szeptember 27.) görög származású brazil színész és filmszínész. Az 1950-es években egy szabó segédjeként és biztosítási ügynökként dolgozott, de Manoel de Nóbrega felfigyelt rá, az ő tanácsára kezdett tévés munkába.